# Knemometrie
Knemometrie (griech. η κνημη der Unterschenkel) bezeichnet eine Technik zur Messung des Abstands zwischen Knie und Ferse eines sitzenden Kindes oder Jugendlichen. Knemometrische Messungen haben einen Messfehler von weniger als 160 µm (0,16 mm) und zeigen Wachstum innerhalb von wenigen Wochen (Kurzzeit-Wachstum).

## Das Messgerät

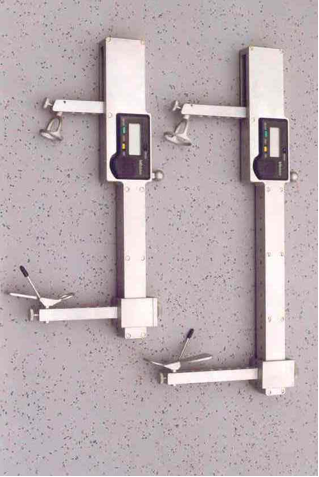
Ein Mini-Knemometer zur Messung von Neugeborenen

Ignaz Maria Valk entwickelte diese Technik im Jahre 1983 in Nijmegen/Niederlande. Seitdem werden Knemometer für Grundlagenforschung und bei der Behandlung von Wachstumsstörungen verwendet.
Hermanussen führte für Präzisionsmessungen an Früh- und Neugeborenen die Mini-Knemometrie ein.
Die Mini-Knemometrie bestimmt die Länge des Unterschenkels mit einer Genauigkeit von unter 100 µm (0,1 mm). Damit konnte Wachstum innerhalb von 24 Stunden nachgewiesen werden. Im Tiermodell wurde die Technik verwendet, um die Effekte von Steroiden und Wachstumshormon auf Kurzzeit-Wachstum zu untersuchen. Diese Studien waren wichtige Voraussetzungen für Verbesserungen von Wachstumsbehandlungen.

## Die Messung von Kurzzeit-Wachstum
Der auxologische Begriff Kurzzeit-Wachstum beschreibt charakteristische Eigenschaften des Wachstums wenn Messungen in Abständen von deutlich weniger als einem Jahr vorgenommen werden (z. B. monatlich, wöchentlich oder sogar täglich). Vornehmlich wurde die Knemometrie für diesen Zweck genutzt. Kurzzeit-Wachstum lässt sich aber auch mit sehr häufigen Messungen und konventioneller Längenmesstechnik beschreiben.
Kurzzeit-Wachstum besteht aus kleinen Wachstumsschüben (Miniatur-Wachstumsschüben). Bei Neugeborenen treten diese Schübe in Abständen von 2 bis 10 Tagen auf und erreichen maximale Geschwindigkeiten von 0,2 mm pro Stunde am Unterschenkel. Wachstumshormonbehandlungen können die Abfolge (schneller) und das Aussehen (breiter) dieser Schübe beeinflussen. Aufholwachstum nach Wachstumsstillständen infolge von Krankheit, Hunger und anderen ungünstigen Umständen ist durch Serien von verbreiterten Miniatur-Wachstumsschüben gekennzeichnet.